# وهشیر یکم
وهشیر یکم در سده یکم پیش از میلاد شاه پارس، یک دولت خراجگزار شاهنشاهی اشکانی، بود. او پسر دارایان دوم و برادر پاکور یکم بود.